# Комаричка река
Комаричка река је река, у Заплању, извире у подножју планине Крушевица односно врха Оштра чука (790 м) у атару села Комарица у општини Власотинце. Настаје спајањем више потока у селу Комарица.
Река протиче кроз насеље Комарица и са реком Ропот чине Пусту реку у Доњем Присјану. 
Пуста река се низводно улива у Власину која је десна притока Јужна Морава а припада Црноморском сливу. Од настајања до уливања у Пусту реку  дужина Комаричке реке износи  5600 метара. 

## Занимљивости
Дана 04.06.2017. године услед велике кише и набујалих потока Комаричка река је носила пешачке мостиће и потпорне зидове поред пута у Комарици и Доњем Присјану.